# Урочище Сосна
Урочище Сосна — лесной заказник местного значения. Находится в Краматорском районе Донецкой области. Статус заказника присвоен решением облисполкома № 276 от 27 июня 1984 года. Площадь — 527 га. Входит в Маяцкое лесничество. Представляет собой сосновые насаждения искусственного происхождения, возраст которых более 50 лет.
Урочище Сосна входит в состав Национального природного парка «Святые горы».
В 2008 году на пленарном заседании 18 сессии Донецкого областного совета рассматривался вопрос об отмене статуса лесного заказника местного значения «Урочище Сосна» и статус заказника был отменён.
Также, урочище с аналогичным названием имеется в Белгородской области России.